# Petronila Angélica Gómez
Petronila Angélica Gómez (Santo Domingo, 31 de enero de 1883 - Santo Domingo, 1 de septiembre de 1971) fue una maestra, empresaria y periodista de la República Dominicana, que constituyó la primera organización feminista y la primera revista feminista en el país, como medio de protesta por la ocupación de los Estados Unidos. Desarrolló redes con organizaciones feministas internacionales y promovió activamente un papel más importante para las mujeres en la sociedad y, en última instancia, el sufragio femenino. Poco después de que las mujeres consiguieran el voto, perdió la visión y se retiró de la actividad pública, aunque publicó otros dos libros después de quedarse ciega. Se la recuerda como una pionera del feminismo y ha sido reconocida con una calle en el sector La Castellana y una sala de reuniones que lleva su nombre en el Ministerio de la Mujer, ambas iniciativas de la escritora Ylonka Nacidit-Perdomo en el 2003. La impronta de Petronila Angélica Gómez en el feminismo ilustrado fue dado a conocer, por primera vez, en una filmografía en el documental "Las Sufragistas" producido en la República Dominicana por Jatnna Tavarez y la cineasta Martha Checo, quien fue discípula de Gabriel García Marquez en la Escuela de Cine San Antonio de los Baños en La Habana, Cuba. "Las Sufragistas" partió de la Contra-Historia escrita por Ylonka Nacidit-Perdomo en exclusiva para Producciones Jatnna  en el 2008.

## Biografía
Petronila Angélica Gómez nació el 31 de enero de 1883 en Santo Domingo, República Dominicana, hija de Raimunda (de apellido de soltera Brea) y Eustaquio Gómez. Tenía un hermano, Tomás, y se crio en condiciones de pobreza en una familia dominicana de raza negra. Asistió a la escuela primaria dirigida por Teresa Rodríguez y la Escuela Normal de Santo Domingo, antes de mudarse a San Pedro de Macorís en 1908, para dirigir la Escuela Mixta (Escuela Coeducativa) allí. San Pedro de Macorís era el centro de la industria azucarera de la isla, así como el punto central del liberalismo intelectual. Continuó su educación mientras enseñaba, graduándose como instructora en 1911 y en enseñanza en 1915. Un año después de que Gómez obtuviera su título de maestra, los Estados Unidos invadieron la República Dominicana. La ocupación, que duró hasta 1924, y la oposición de Gómez a ella, fue el estímulo que causó el surgimiento del movimiento feminista en la República Dominicana.

## Carrera
En 1919, Gómez dejó la Escuela Mixta, comprando la guardería Amiama Gómez, que anteriormente había sido dirigida por Mercedes Amiama Gómez y sus hijas Aurora y Josefa. Ella actuaría de administradora de la escuela durante la década de 1930, mientras enseñaba simultáneamente en la Escuela Nocturna para Empleadas y Trabajadoras Domésticas. En 1920, Gómez se unió a la Unión Nacional Dominicana nada más constituirse con el objetivo de protestar por la ocupación estadounidense del país y hacer campaña para que las tropas se fueran de inmediato. Se implementaron leyes para imponer la censura y limitar la libertad de expresión de los intelectuales y de la oposición, lo que condujo al arresto en 1921 de Fabio Fiallo y Americo Lugo, entre otros. Creyendo que las mujeres eran esenciales para la regeneración moral del país, Gómez consideraba que la lucha por la soberanía dominicana requería que las mujeres trabajaran activamente para reconstruir la sociedad. Con ese fin, el 15 de julio de 1922 fundó la primera revista feminista del país. Fémina era una revista escrita por y para mujeres, para intercambiar ideas y tratar las necesidades y problemas a los que se enfrentaban. Gómez fue administradora y editora jefe de la revista, con Laura Herrera de Geraldino y Consuelo Montalvo de Frías como colaboradoras en los artículos. Inicialmente, la revista se publicaba quincenalmente y trataba temas patrióticos y nacionalistas.
En abril de 1923, por invitación de Elena Arizmendi Mejía, fundadora de la Liga Internacional de Mujeres Ibéricas e Hispanoamericanas, Gómez fundó la primera organización feminista en la República Dominicana, el Comité Central Feminista Dominicano (CCFD), como sucursal de la organización internacional. El propósito de la organización, al igual que el de la revista, era dejar de lado la visión de las feministas y sufragistas estadounidenses, promoviendo un feminismo panhispánico que abordara los valores que eran importantes para las feministas latinas. Al unir a intelectuales de ambos sexos, la raza se convirtió en el factor unificador para impulsar a las mujeres hacia adelante, como brújulas morales que guían el hogar y la nación. La organización excluía a aquellas personas que carecían de educación, aunque presionaron simultáneamente por mejores oportunidades educativas para las mujeres, viendo la educación como un medio para hacer que las mujeres fueran mejores madres y más capaces de impulsar al país en una dirección moral. En 1931 Acción Feminista Dominicana (AFD) fue fundada por mujeres que eran miembros del club social Nosotras y en dos años se convirtió en la organización feminista dominante, lo que obligó a la CCFD a disolverse.
Para 1925, el personal editorial de Fémina había aumentado incluyendo a Mignon Coiscou de González, Isabel Pellerano, Carmen G. de Peynado, Beatriz Lucila Simó y Delia Weber, así como corresponsales como Ana Jiménez, Abigail Mejia, Ana Teresa Paradas, Evangelina Rodríguez Aunque dirigía la revista, Gómez también escribía artículos, utilizando a veces el seudónimo de Bisfalia. En 1927, Fémina se convirtió en una revista mensual, pero durante un breve período entre 1929 y 1930, el formato volvió a ser bimensual, al haber problemas de financiación debido a la Gran Depresión. Después de que los estadounidenses abandonaran el país, la revista se centró más en la creación de conexiones internacionales de mujeres en toda América Latina y el Caribe. Dedicó espacio a la publicación de ideas de otras feministas y escribió muchos artículos sobre las conferencias panamericanas, así como sobre la Comisión Interamericana de Mujeres y su liderazgo. Con la elección de Rafael Trujillo como presidente de la República Dominicana la influencia de los grupos de mujeres se trasladó a otros grupos que apoyaban su régimen y, en 1932, Gómez se quedó como única editora de Fémina. En 1934 regresó a Santo Domingo y sus artículos a partir de ese momento se centraron mucho más en cuestiones sociales como obras benéficas, educación, economía doméstica, derecho y cuestiones médicas de la mujer.
Gómez se casó con el escritor José Altagracia Saldaña Suazo el 4 de febrero de 1939 y aunque publicó algunos artículos como Petronila Angélica Gómez de Saldaña, Fémina dejó de publicarse ese año. La creciente tendencia anti-haitiana y la negrofobia resultaron en un cierto favoritismo institucional en pro de las identidades blanca e hispana. Aunque las mujeres consiguieron el derecho al sufragio en 1942 en la República Dominicana y Gómez votó en esas elecciones, poco después se retiró de la actividad política. Para 1948, se había vuelto completamente ciega, pese a lo cual escribió y publicó dos libros, Influencia de la mujer en Iberoamérica (1948) y Contribución a la historia del feminismo dominicano (1952), antes de retirarse de la vida pública.

## Muerte y legado
Gómez pasó sus últimos años en una residencia asistida, el Centro Geriátrico San Francisco de Asís, en Santo Domingo, donde murió en la oscuridad el 1 de septiembre de 1971. En 1977, se rechazó una propuesta para honrar su memoria nombrando una calle en su honor. En 1990, el escritor e historiador, Julio Jaime Julia, la describió en su libro Haz de luces, que destacaba las contribuciones de destacadas mujeres dominicanas. Aunque el Archivo General de la Nación contiene casi una colección completa de Fémina, se dio poco reconocimiento a sus contribuciones al país hasta 2003, cuando en reconocimiento del Día Internacional de la Mujer, se cambió el nombre de Calle 25 Oeste por su nombre, así como el nombre de la sala de reuniones de la sede del Ministerio de la Mujer. Académicas internacionales han restaurado su lugar como una de las creadoras de los grupos feministas en la República Dominicana, destacando su papel como fundadora en el movimiento feminista del país.